# Amtsgericht Essen

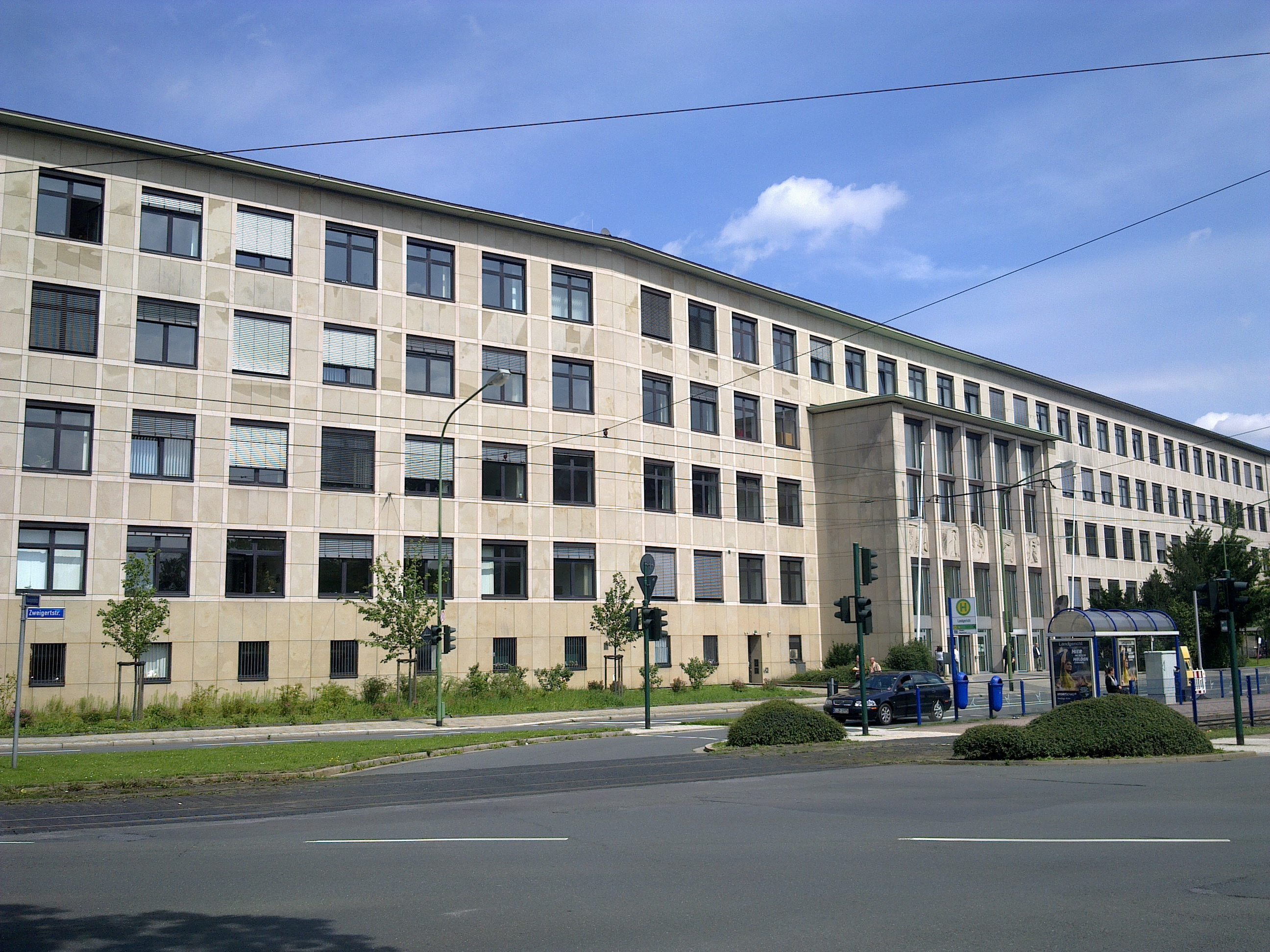
Amtsgericht Essen

Das Amtsgericht Essen mit Sitz in der Stadt Essen ist ein Gericht der ordentlichen Gerichtsbarkeit und eines von neun Amtsgerichten im Bezirk des Landgerichts Essen. Auf Grund der Größe ist das Amtsgericht Essen ein Präsidialgericht, dessen Leiter ein Präsident ist.

## Gerichtsbezirk und Aufgabenbereiche
Der Gerichtsbezirk umfasst das Gebiet der Stadt Essen mit Ausnahme der den Amtsgerichten Essen-Steele und Essen-Borbeck zugeordneten Stadtteile.
Außerdem ist das Amtsgericht Essen für die Landwirtschaftssachen, das Handels- und Genossenschaftsregister, sowie die Zwangsversteigerungs- und Zwangsverwaltungsverfahren der Amtsgerichtsbezirke Essen, Essen-Borbeck und Essen-Steele und für alle Insolvenzsachen des Landgerichtsbezirks Essen zuständig.
Das Amtsgericht Essen führt zentral das Partnerschaftsregister für ganz Nordrhein-Westfalen.

## Übergeordnete Gerichte
Im Instanzenzug sind dem Amtsgericht Essen das Landgericht Essen, das Oberlandesgericht Hamm sowie der Bundesgerichtshof übergeordnet.

## Dienstaufsicht
Da das Amtsgericht Essen ein Präsidialgericht ist, liegt die Dienstaufsicht unmittelbar beim Präsidenten des Oberlandesgerichts Hamm.

## Geschichte
Seit 1863 hatte das Kreis- und Stadtgericht am III. Hagen im Essener Stadtkern seinen Sitz.
Mit königlich-preußischer Verordnung vom 26. Juli 1878 in der Bekanntmachung vom 19. August 1878 wurde für die preußischen Staaten, neben 214 weiteren Amtsgerichten, auch die Errichtung des Amtsgerichts Essen angeordnet. Das königlich preußische Amtsgericht Essen wurde so mit Wirkung zum 1. Oktober 1879 als eines von acht Amtsgerichten im Bezirk des Landgerichtes Essen im Bezirk des Oberlandesgerichtes Hamm gebildet. Der Sitz des Gerichtes war Essen. Sein Gerichtsbezirk umfasste den Stadtkreis Essen und den Landkreis Essen außer den Teilen, die den Amtsgerichten Borbeck, Gelsenkirchen, Steele und Werden zugeordnet war.
Am Gericht bestanden 1888 neun Richterstellen. Das Amtsgericht war damit das größte Amtsgericht im Landgerichtsbezirk.
Nach Gründung des Deutschen Reiches 1871 trat am 1. Oktober 1879 das Gerichtsverfassungsgesetz in Kraft, das unter anderem den Gerichtsaufbau in der ordentlichen Gerichtsbarkeit vorsah. Bereits jetzt wurde das Gebäude durch die rasch anwachsende Stadt Essen, bedingt durch Einwanderungen für den Bergbau und die Stahlindustrie, zu klein. Von 1908 bis 1913 wurde am heutigen Platz an der Zweigertstraße ein neues Gerichtsgebäude mit barocker Fassade erbaut, das im Zweiten Weltkrieg zerstört und 1956 durch das heutige Gebäude ersetzt wurde.